# Stjärnsöta
Stjärnsöta (Solanum laxum) är en art i familjen potatisväxter från Ecuador, Brasilien, Paraguay, Uruguay och Argentina. Den odas som utplanteringsväxt i Sverige.
Stjärnsöta är en städsegrön eller lövfällande, klättrande buske, utan tornar, som kan bli 6 meter. de övre bladen blir 3–5 cm långa och 1–2 cm breda, enkla, äggrunda till lansettlika, spetsiga till utdraget spetsiga, basen är rundad, ofta ojämn. de nedre bladen är 7–10 cm långa och 3–6,5 cm breda med 1–3 par flikar eller småblad vid basen, äggrunda och med rundad spets. Blommorna sitter 10–20 i en flat kvast. Fodret har distinkta, grunda flikar. Kronan är stjärnformad, 1,5–2,5 cm i diameter, vit eller blekt violett, blir med tiden klockformad. Frukten är ett 7–9 mm långt, runt bär.

## Synonymer
- Solanum boerhaaviifolium Sendt.
- Solanum boerhaaviifolium var. calvum C.V.Morton
- Solanum dietrichiae Domin
- Solanum jasminoides Paxton
- Solanum jasminoides subvar. glaberrimum Kuntze
- Solanum jasminoides subvar. pilosum Kuntze
- Solanum jasminoides subvar. pubinerve Kuntze
- Solanum jasminoides var. boerhaaviifolium (Sendtn.) Kuntze
- Solanum jasminoides var. normale Kuntze
- Solanum triphyllum Vell.